# ミカエル・ダムゴー
ミカエル・ダムゴー・ニールセン（Michael Damgaard Nielsen、1990年3月18日 - ）は、デンマークのハンドボール選手で、SC Magdeburgとハンドボールデンマーク代表に所属。
彼は以前、デンマークのGOGとTeam Tvis Holstebroでプレーしていた。リオデジャネイロオリンピックでデンマーク代表として金メダルを獲得した。

## 賞
- デンマークの選手権:
  -  銅メダル:2014年
- German Cup
  -  金メダル: 2016年
- EHF Cup:
  -  銅メダル: 2013年、 2017年
- 夏季オリンピック:
  -  金メダル: 2016年